# 174515 Pamelaivezić
174515 Pamelaivezić è un asteroide della fascia principale. Scoperto nel 2003, presenta un'orbita caratterizzata da un semiasse maggiore pari a 3,0499725 au e da un'eccentricità di 0,1418352, inclinata di 6,74572° rispetto all'eclittica.
L'asteroide era stato inizialmente battezzato 174515 Pamelaivezic per poi essere corretto nella denominazione attuale.
L'asteroide è dedicato alla cantante statunitense Pamela Ivezić.